# Siège de Rocroi
Le siège de Rocroi, lors de la guerre franco-prussienne , se déroula du 4 au 6 janvier 1871 à Rocroi  qui était une place forte située à l'ouest de Sedan .
La petite forteresse de Rocroi, située à la frontière franco-belge, se trouve sur un plateau vallonné de la forêt ardennaise. Après la prise de Mézières par les Prussiens, sous le commandement du général de division Wilhelm von Woyna, le 2 janvier 1871, la 14e division d'infanterie se repose pendant quelques jours pour préparer sa prochaine campagne militaire.
Pour économiser du temps et du matériel lors des blocus de forteresses comme lors des sièges précédents de la guerre, les Allemands décidèrent de capturer Rocroi par une attaque soudaine. Le 4 janvier, les forces d'infanterie et de cavalerie allemandes de la division du général Von Senden, ainsi que les batteries de campagne, se mirent en marche pour tenter de capturer Rocroi. Elles s'approchèrent de la forteresse plus tard dans la journée et le ciel crépusculaire du 5 janvier empêcha les Français présents dans la forteresse d'effectuer des reconnaissances. Les Français furent complètement surpris par la présence de l'ennemi. Grâce à une préparation minutieuse, les Prussiens parvinrent à encercler Rocroi et demandèrent la reddition du commandant de la garnison française, qui refusa. Vers 10h30 l'armée allemande lança des tirs d'artillerie sur Rocroi. Face à cette situation, de nombreux soldats de la Garde Mobile française durent fuir et un incendie se déclara dans la ville. La résistance acharnée de l'artillerie française échoua, et le bombardement donna aux allemands une victoire décisive. Dans la soirée, un officier allemand reçut l'ordre d'appeler les Français à se rendre et l'officier remarqua l'agitation de la garnison française et des habitants de Rocroi.